# The End Is the Beginning Is the End
The End Is the Beginning Is the End è un singolo del gruppo di rock alternativo statunitense The Smashing Pumpkins. Fa parte della colonna sonora del film del 1997 Batman & Robin ed ha vinto il Grammy Award for Best Hard Rock Performance nel 1998. 

## Il brano
Billy Corgan asserì che il testo della canzone doveva rappresentare un Batman delle origini quando era un personaggio oscuro. I fan pensarono che la svolta dovuta al massiccio uso di chitarra elettrica fosse un indicatore del successivo album Adore, ma tuttavia si sbagliarono. Nonostante la vittoria del Grammy, il brano non ha avuto un ampio risvolto commerciale negli Stati Uniti pur venendo ben accolto nelle radio rock. Tuttavia esso ha avuto un ottimo successo nelle classifiche mondiali.
Essendo la canzone di proprietà della Warner Bros., singolo e video mancano nelle raccolte della Band.
Il singolo contiene oltre all'originale altre tre versioni del brano, riportate come tracce con titoli diversi. Le prime due strumentali; The Ethers Tragic con sole parti di chitarra e The Guns of Love Disastrous con soli effetti elettronici. The Beginning Is the End Is the Beginning una versione più lenta e con diversi testi per i versi, ma uguali per il ritornello .
Il singolo si è classificato al 1º posto nella Canadian RPM Alternative 30, al 4º posto nella classifica Modern Rock Tracks negli Stati Uniti e al 10º posto nella classifica Official Singles Chart nel Regno Unito.

## Video
Il videoclip del brano è stato diretto da Jonathan Dayton e Valerie Faris e tratto da un'idea di Joel Schumacher. I membri della band sono vestiti in costume nero e suonano strani e fantasiosi strumenti, mentre sullo sfondo scorrono immagini del film. Questo video, insieme a quello di Perfect, sono gli unici in cui il batterista del video non è Chamberlain, ma in questo caso Matt Walker che accompagnava la band in tour ed in seguito suonerà in Adore. Ha ricevuto 4 nomination agli MTV Video Music Awards.

## Tracce
CD maxi singolo UK e EU
1. The End Is the Beginning Is the End – 5:08
2. The Beginning Is the End Is the Beginning – 5:01
3. The Ethers Tragic – 2:47
4. The Guns of Love Disastrous – 4:11

## Classifiche
| Classifica (1997)              | Massima posizione |
| ------------------------------ | ----------------- |
| Australia (ARIA Charts)        | 10                |
| Canada (RPM Alternative)       | 1                 |
| Italia                         | 15                |
| Regno Unito                    | 10                |
| Stati Uniti (Billboard Modern) | 4                 |

### Classifiche di fine anno
| Classifica (1997) | Posizione |
| ----------------- | --------- |
| Italia            | 75        |

## Formazione
- Billy Corgan – voce, chitarra, tastiere
- James Iha – chitarra
- D'arcy Wretzky – basso
- Matt Walker – batteria